# War and destiny
War and destiny of 亂世佳人 is een TVB-serie uit 2007. Het beginlied Xiner 幸而 is gezongen door Myolie Wu. De serie werd eind 2005 gefilmd. Het verhaal speelt zich af tijdens de Tweede Wereldoorlog in Republiek China. In juli 2006 kwam de serie op videoband in het Standaardkantonees en in september 2006 in het Vietnamees
De Chinese naam van de serie is dezelfde naam als die van Gone with the Wind.

## Rolverdeling
- Ron Ng als Tin Hau-Yee 田孝義/Chung-Tin Hau-Yee 松田孝義 (Matsuda Takayoshi)
- Myolie Wu als Ku Ping-On 顧平安
- Sunny Chan als collaborateur Poon Sai-Cheung 潘世昌
- Leila Tong als Cheng Yuet-Fung 鄭月鳳
- Mandy Cho als Shum Yi-Ping 沈依萍
- Shek Sau als Japanse generaal Chung-Tin Ngai/Matsuda Nakazato 松田毅
- Lau Dan als Ku Man-Chai 顧萬齊
- Halina Tam als Luk Yin-Chun 陸燕珍
- Ellesmere Choi als Lee Shing-Hong 李成康
- Charmaine Li als Ku Chiu-Yee 顧昭兒
- Mary Hon als Yeung Sau-Lin 楊秀蓮

## Verhaal
Tin Hau-Yee (Ron Ng) en Ku Ping-On (Myolie Wu) zijn de kinderen van de eerste vrouw van Ku Man-Chai (Lau Dan). Ze wonen in een rustig dorpje in Noordoost-China. Hun moeder is ziek en plotseling vallen de Japanners China binnen (1937). Ku Ping-On wordt bijna verkracht door een Japanse soldaat, maar gelukkig ziet zijn broer (Tin Hau-Yee is de zoon van Matsuda Nakazato, maar dat weet hij pas in aflevering 16) het en wordt ze gered. Ze vluchten met z'n drieën naar Nanking, waar de vader van Ku Ping-On zou wonen. Daar blijkt het gezin niet welkom te zijn. Ku Man-Chai heeft al drie vrouwen. De vrouw in hoogste rang staat hen niet toe het huis van de familie Ku te betreden. Uiteindelijk sterft de moeder van Ku Ping-On en maakt de vader van Ping-On een begrafenis.
Als de Japanse soldaten oprukken en vlak bij Nanking komen. Vlucht de hele stad. Tin Hau-Yee die niet is opgenomen in de familie Ku wordt door Japanners gevangengenomen en moet net als andere tienduizenden Chinezen putten graven vlak bij de stadsmuren. De Chinezen worden dood geschoten met een machinegeweer. Deze gebeurtenis staat bekend als de Verkrachting van Nanking. Hau-Yee ontkomt de dood door zich tussen de dode Chinezen niet te bewegen.
Het Hau-Yee vindt uiteindelijk van familie Ku terug en gaat hij met de familie de Japanners ontvluchten. Ze krijgt een affaire met Cheng Yuet-Fung (Leila Tong).